# Enrique Pérez
Enrique Pérez Herrera (Zinapécuaro, 13 ottobre 1988) è un ex calciatore messicano, di ruolo difensore.

## Palmarès

### Club

#### Competizioni internazionali
- SuperLiga nordamericana: 1

Monarcas Morelia: 2010